# Rüdiger Weis

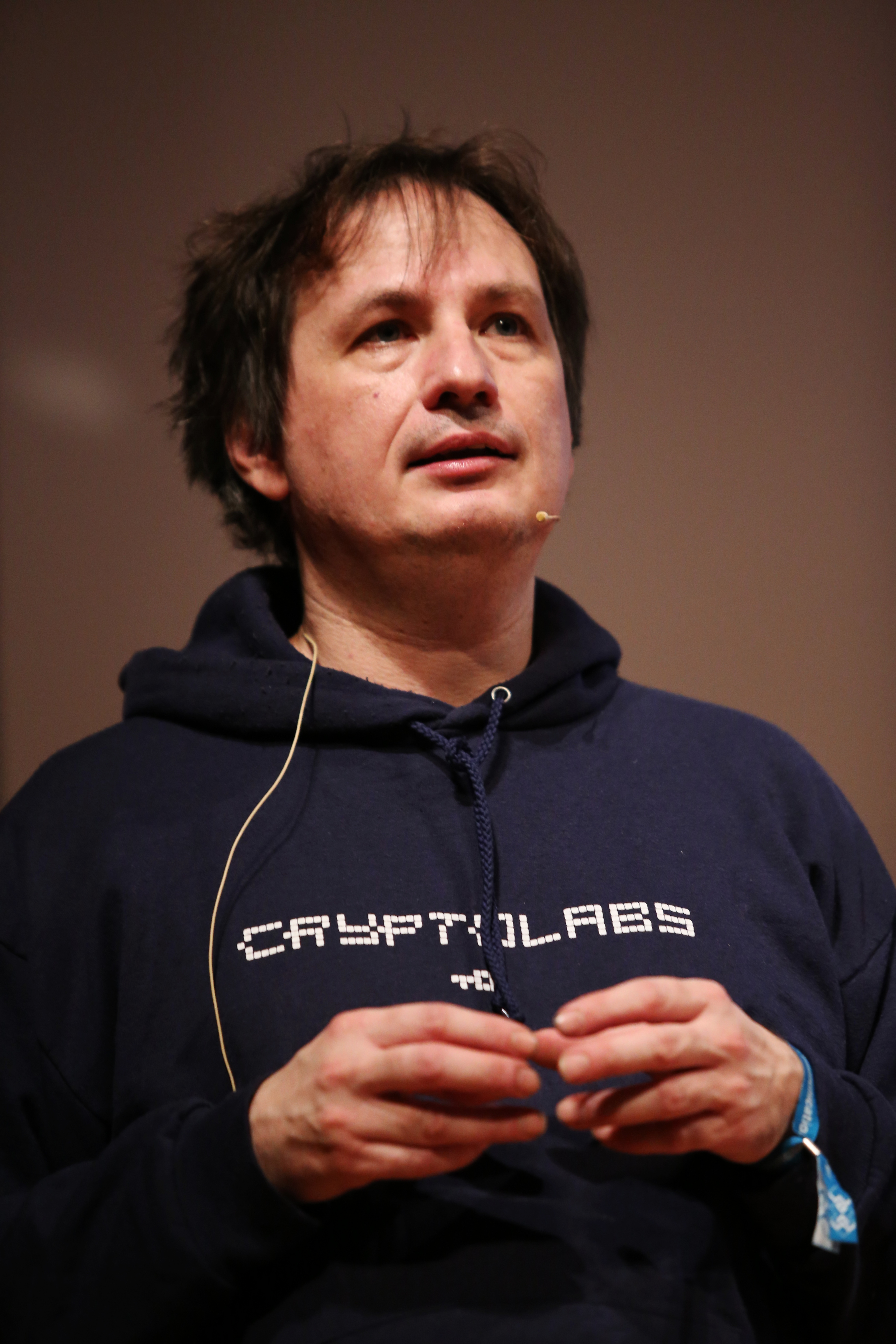
Rüdiger Weis auf dem 30C3 in Hamburg (2013).

Rüdiger Weis (* 12. Oktober 1966) ist ein deutscher Informatiker und Kryptograph. Er lebt und arbeitet in Berlin-Wedding und ist Professor für Informatik an der Berliner Hochschule für Technik.

## Werdegang
Rüdiger Weis studierte an der Universität Mannheim Mathematik und promovierte dort in Informatik mit einer Arbeit über Kryptographie in verteilten multimedialen Systemen. Er arbeitete von 2002 bis 2005 als Post-Doc bei Andrew S. Tanenbaum an der Freien Universität Amsterdam und folgte dann einem Ruf an die Technische Fachhochschule Berlin (heute: Berliner Hochschule für Technik) auf eine Professur für Informatik mit dem Schwerpunkt Systemprogrammierung.
Er leitet die Kryptographie-Arbeitsgruppe Cryptolabs in Amsterdam. Seit vielen Jahren ist er aktives Mitglied des Chaos Computer Clubs. Zudem ist er Gründungsmitglied des Vereins Digitale Gesellschaft.
Weis war seit 1997 Sprecher bei internationalen Konferenzen zu Themen der Datensicherheit bei Computern, Smart Cards und GSM wie IDMS 1998 in Oslo, CARDIS 1998 in Louvain-la-Neuve, USENIX-Smartcard-Konferenz 1999 in Illinois, ECMAST 1999 in Madrid, ICME 2000 in New York und Cardis2000 in Bristol. Er veröffentlichte zahlreiche Aufsätze in Fachzeitschriften wie Datenschutz und Datensicherheit. Er ist regelmäßig Referent beim Chaos Communication Congress und seit 2010 bei re:publica.
Er beriet bereits das Bundesministerium der Justiz und für Verbraucherschutz und fungierte als Sachverständiger im Innenausschuss des Deutschen Bundestages.

## Veröffentlichungen
- Mit Stefan Lucks und Volker Grassmuck: Technologien für und wider Digitale Souveränität. Sachverständigenrat für Verbraucherfragen, Berlin 2017, ISSN 2365-8436 (online verfügbar).
- Technische Sicherung der Digitalen Souveränität. In: Mike Friedrichsen, Peter-J. Bisa (Hrsg.): Digitale Souveränität: Vertrauen in der Netzwerkgesellschaft. Springer Fachmedien Wiesbaden, Wiesbaden 2016, ISBN 978-3-658-07348-0, S. 53–66.
- Kryptographie nach Snowden. In: Markus Beckedahl, Andre Meister (Hrsg.): Überwachtes Netz. Edward Snowden und der größte Überwachungsskandal der Geschichte. Newthinking Communications, Berlin 2013, ISBN 978-3-944622-02-6, S. 260–268 (online auf Netzpolitik.org).
- Kryptographie, Open Source und Gesellschaft. In: Vorgänge. Zeitschrift für Bürgerrechte und Gesellschaftspolitik. Vol. 54, Nr. 1, 2015, S. 18–28 (online auf netzpolitik.org).
- Trusted Computing: Chancen und Risiken. In: Datenschutz und Datensicherheit. Bd. 28, Nr. 11, 2004, S. 651–654.
- Cryptographic protocols and algorithms for distributed multimedia systems, Zugl. Diss. Universität Mannheim 2000, Shaker, Aachen 2000, ISBN 3-8265-8280-2.
- Mit Stefan Lucks: Advanced Encryption Standard: Verschlüsselungsstandard für das einundzwanzigste Jahrhundert. In: Datenschutz und Datensicherheit. Bd. 23, Nr. 10, 1999, S. 582–585.
- Mit Stefan Lucks: Sichere, standardisierte, symmetrische Verschlüsselung auf Basis von DES und AES. In: Praxis der Informationsverarbeitung und Kommunikation. Band 4, Heft 1, Januar 1999, doi:10.1515/piko.1999.22.4.226.